# Dr. Horrible's Sing-Along Blog (soundtrack)
Dr. Horrible's Sing-Along Blog je soundtrack z roku 2008 ke stejnojmenné internetové muzikálové minisérii.
Byl vydán exkluzivně přes iTunes Store dne 2. září 2008. První celý den po vydání se soundtrack stal nejstahovanějším albem na iTunes v Kanadě a Austrálii a druhým nejstahovanějším albem ve Spojených státech amerických. Na CD vyšel soundtrack 15. prosince 2008 exkluzivně přes Amazon.com.

## Seznam skladeb
| Pořadí         | Název                      | Hudba                    | Text                                          | Interpret | Délka |
| -------------- | -------------------------- | ------------------------ | --------------------------------------------- | --- | ----- |
| 1.             | Horrible Theme             | Jed Whedon               | instrumentální                                | – | 0:10  |
| 2.             | My Freeze Ray              | Joss Whedon              | Joss Whedon                                   | Neil Patrick Harris | 1:38  |
| 3.             | Bad Horse Chorus           | Jed Whedon a Joss Whedon | Joss Whedon                                   | Jed Whedon, Joss Whedon a Zack Whedon | 0:33  |
| 4.             | Caring Hands               | Jed Whedon               | Maurissa Tancharoen a Jed Whedon              | Felicia Day | 0:28  |
| 5.             | A Man's Gotta Do           | Jed Whedon               | Jed Whedon                                    | Neil Patrick Harris, Nathan Fillion a Felicia Day | 2:11  |
| 6.             | My Eyes                    | Jed Whedon               | Maurissa Tancharoen, Jed Whedon a Joss Whedon | Neil Patrick Harris a Felicia Day | 2:45  |
| 7.             | Bad Horse Chorus (Reprise) | Jed Whedon a Joss Whedon | Joss Whedon                                   | Jed Whedon, Joss Whedon a Zack Whedon | 0:14  |
| 8.             | Penny's Song               | Jed Whedon               | Maurissa Tancharoen a Jed Whedon              | Felicia Day | 1:12  |
| 9.             | Brand New Day              | Jed Whedon a Joss Whedon | Joss Whedon                                   | Neil Patrick Harris | 1:46  |
| 10.            | So They Say                | Jed Whedon a Joss Whedon | Joss Whedon                                   | Robert Reinis, Zack Whedon, Maurissa Tancharoen, Stacy Shirk, Steve Berg, Felicia Day, Nathan Fillion, David Fury, Marti Noxon a Neil Patrick Harris | 2:03  |
| 11.            | Everyone's a Hero          | Joss Whedon              | Joss Whedon                                   | Nathan Fillion | 2:46  |
| 12.            | Slipping                   | Joss Whedon              | Joss Whedon                                   | Neil Patrick Harris | 2:06  |
| 13.            | Everything You Ever        | Joss Whedon a Jed Whedon | Joss Whedon                                   | Neil Patrick Harris | 2:48  |
| 14.            | Horrible Credits           | Jed Whedon               | instrumentální                                | – | 2:12  |
| Celková délka: | Celková délka:             | Celková délka:           | Celková délka:                                | Celková délka: | 25:52 |

## Obsazení
- Danny Chaimson – klavír (ve skladbě „Everyone's a Hero“)
- Nick Gusikoff – kytara (ve skladbě „My Eyes“)
- Stacy Shirk – doprovodné vokály (ve skladbě „Everyone's a Hero“)
- Maurissa Tancharoen – doprovodné vokály (ve skladbách „Everyone's a Hero“ a „Everything You Ever“)
- Amir Yaghmai – housle (ve skladbě „Horrible Credits“)
- Jed Whedon – ostatní nástroje